# Aenne Biermann

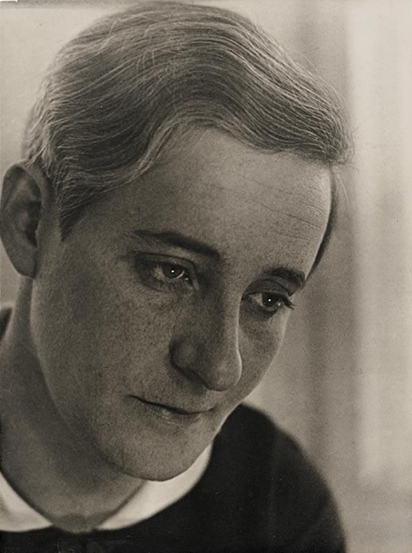
Zelfportret, 1931

Aenne Biermann, geboren Anna Sibylla Sternefeld (Gogh, 3 maart 1898 – Gera, 14 januari 1933) was een Duits kunstfotografe. Ze wordt gerekend tot de stijl van de nieuwe zakelijkheid.

## Leven en werk
Anna Sibylla Sternefeld werd geboren als derde kind in een Joodse fabrikantenfamilie. In 1920 huwde ze Max Bierman en verhuisde naar Gera. Ze kregen twee kinderen, Helga en Gershon.
In de jaren twintig begon Bierman te fotograferen, als autodidact. Aanvankelijk maakte ze vooral portretten in de familiesfeer, maar allengs richtte ze zich steeds meer op de kunstfotografie, professionaliseerde haar hobby en ontwikkelde zich richting de stijl van de nieuwe zakelijkheid, waarbij ze een grote variëteit aan onderwerpen koos. Van 1929 tot 1933 nam Bierman deel aan vrijwel alle belangrijke Duitse fototentoonstellingen (een eigen expositie in Jena in 1930 werd een groot succes), maar ook internationaal oogstte ze veel waardering, onder meer in 1931 in het Paleis voor Schone Kunsten te Brussel.
Biermann overleed in januari 1933 aan een leverkwaal, kort voor de machtsovername door de nationaalsocialisten. Haar man en kinderen werden vervolgd maar konden uiteindelijk naar Palestina emigreren. Haar negatievenarchief werd in Triëst in beslag genomen en naar Duitsland teruggezonden waarna belangrijke delen ervan verdwenen.
Het museum van Gera heeft heden ten dage een eigen afdeling gewijd aan Biermann en reikt tweejaarlijks de ‘Aenne-Biermann-Preis’ uit, een van de belangrijkste Duitse fotografieprijzen.

## Galerij

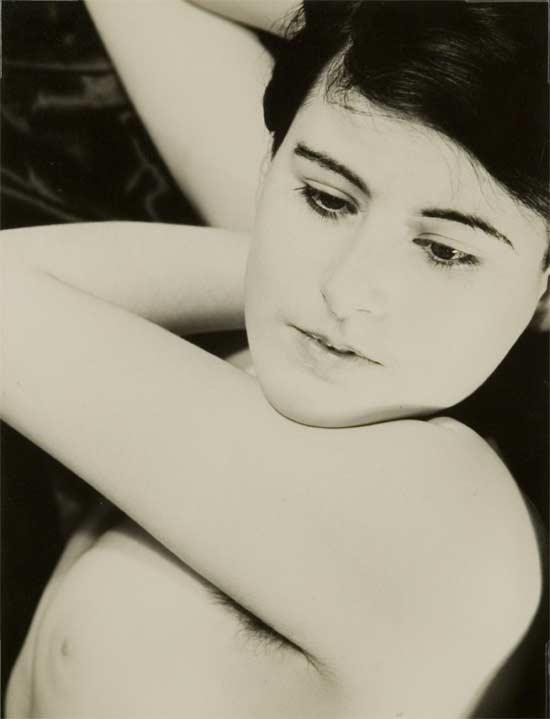
Anneliese Schiesser, 1931
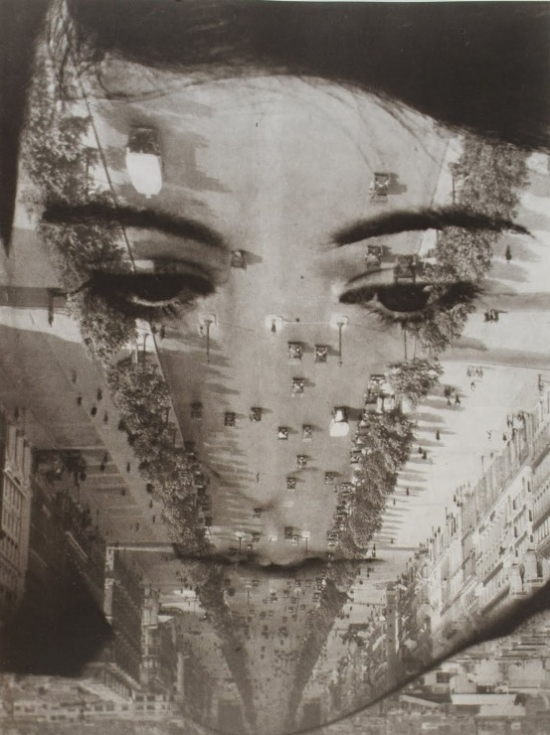
Portret met Champs-Elysée, 1931
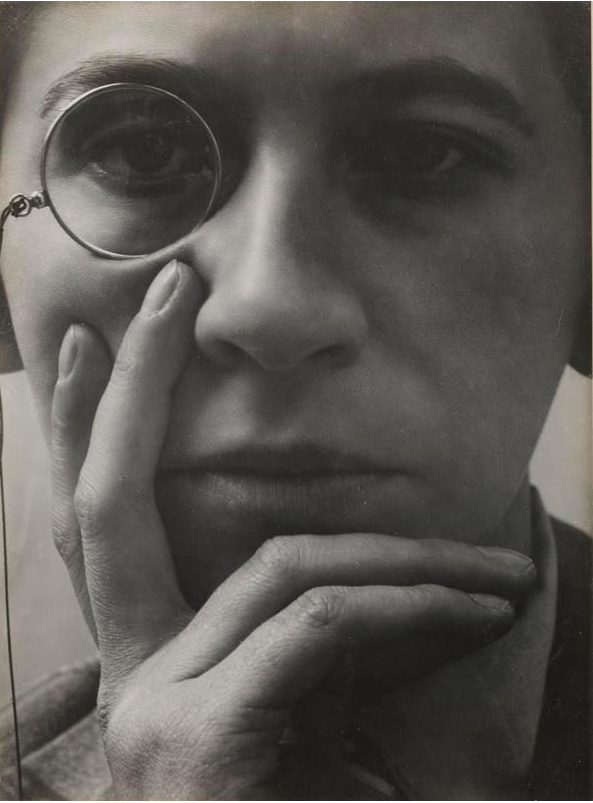
Aenne Biermann - Dame mit Monokel, ca. 1928.png
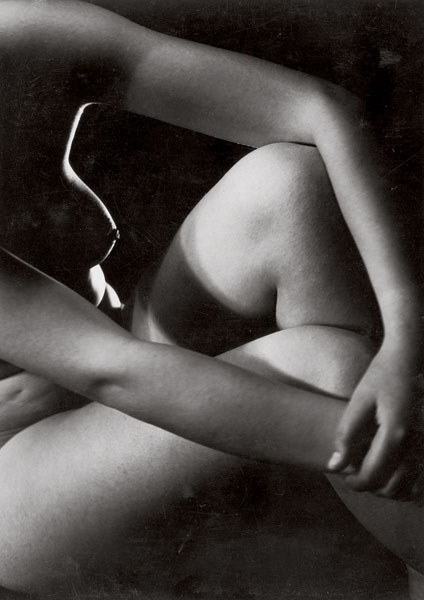
Akt (nackt), 1930
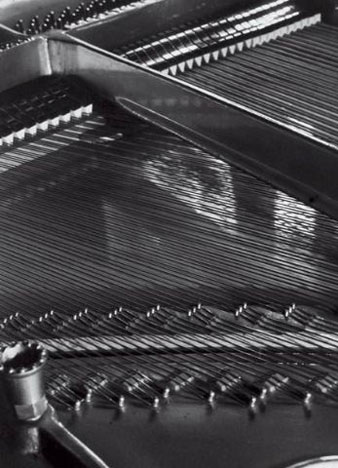
Klaviersaiten eines Flügels, 1928
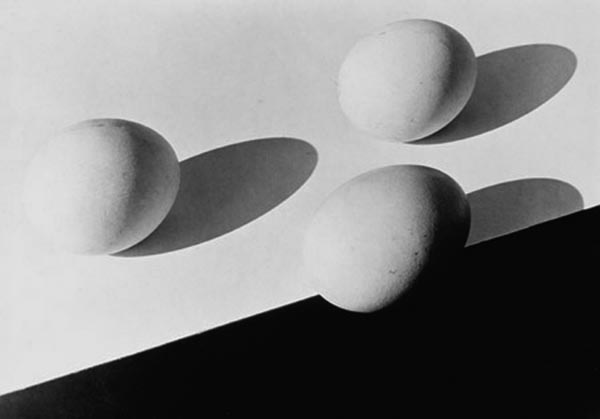
Eier, ca. 1930
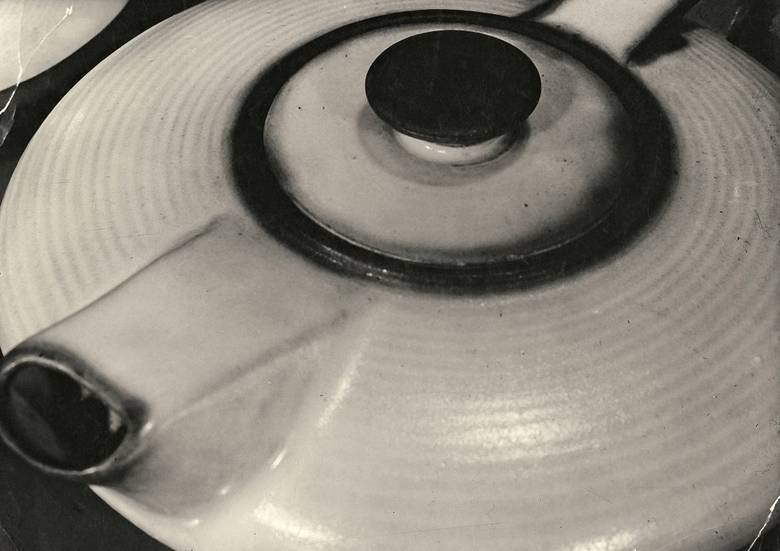
Tee-kanne, 1929
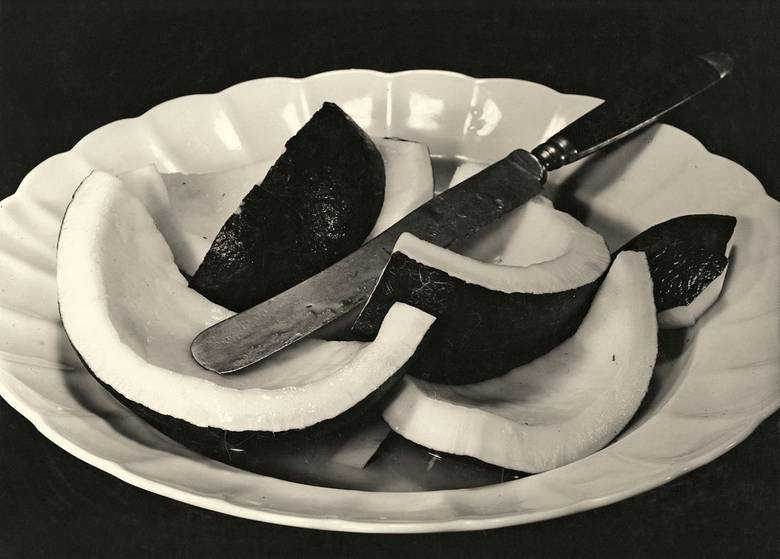
Cocosnuss, 1929
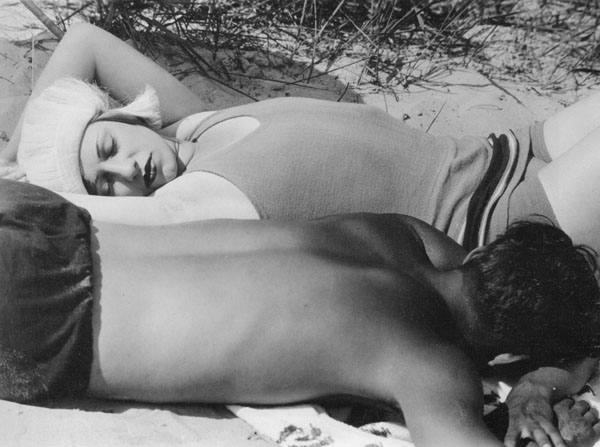
Mann und frau, ca. 1930
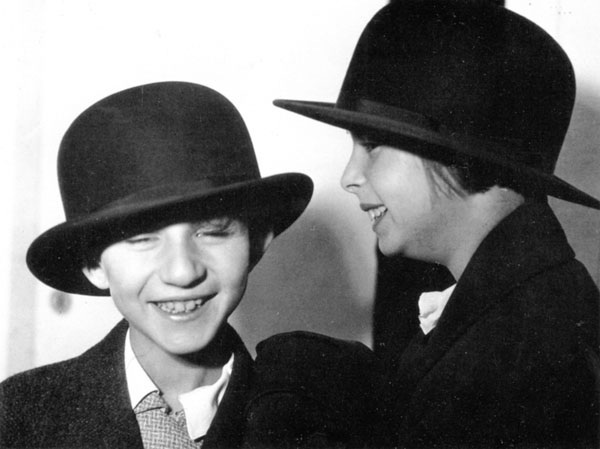
Hoeden